# Joseph Polossifakis
Joseph Polossifakis, né le 21 août 1990 à Montréal, est un escrimeur canadien d'origine grecque. Il pratique le sabre en compétition.

## Carrière
Il parle grec, français et anglais.
Polossifakis débute l'escrime à l'âge de douze ans. 
En 2011, il décroche le bronze aux Jeux panaméricains, deux ans après son entrée sur le circuit sénior. Il confirme l'année suivante en remportant le championnat panaméricain en individuel. Malgré des difficultés à s'imposer dans les compétitions de la coupe du monde d'escrime, il entretient sa place dans le top 30 du classement avec de bonnes performances en championnat de zone et dans les tournois satellites du calendrier. En 2015, il est battu pour la médaille d'or aux Jeux panaméricains par Eli Dershwitz en finale.

## Palmarès
- Championnats panaméricains d'escrime
  -  Médaille d'or aux championnats panaméricains d'escrime 2012 à Cancún

- Jeux panaméricains
  -  Médaille d'argent aux Jeux panaméricains de 2015 à Toronto
  -  Médaille de bronze aux Jeux panaméricains de 2011 à Guadalajara

## Classement en fin de saison
| Année | 2009 | 2010 | 2011 | 2012 | 2013 | 2014 | 2015 |
| ----- | ---- | ---- | ---- | ---- | ---- | ---- | ---- |
| Rang  | 45   | 55   | 36   | 23   | 24   | 72   | 27   |